# Parada do Dia da Libertação Gay de São Francisco
A Parada do Dia da Libertação Gay de São Francisco (San Francisco Lesbian, Gay, Bisexual, Transgender Pride Celebration), mais conhecida como San Francisco Pride, é uma parada e festival que ocorre em junho de cada ano em San Francisco, Califórnia, EUA, para celebrar as pessoas lésbicas, gays, bissexuais e transgêneros (LGBT) e seus aliados. É uma das maiores e mais famosas paradas de orgulho LGBT do mundo. É a maior parada de qualquer tipo no norte da Califórnia e a segunda maior de toda a Califórnia, atrás somente da Rose Parade. Foi a primeira parada de orgulho LGBT a ser conhecida mundialmente, o que inspirou a organização de paradas LGBT em diversos países.

## História
O primeiro evento relacionado à Parada e celebração do orgulho LGBT foi uma passeata pela rua Polk Street e pelo parque Golden Gate Park. Desde 1972, o evento se tornou anual, apesar do nome ter mudado várias vezes ao longo dos anos. A cada ano é escolhido um tema para o evento, para que seja publicizado um logo e outras publicidades para o evento. 
A bandeira de arco-íris identificada com o movimento LGBT foi inicialmente criada por Gilbert Baker para a Parada do Orgulho de São Francisco de 1978. Originalmente tinha oito listras, mas foi simplificada com o tempo para as atuais seis listras. Há uma bandeira de seis listras hasteada na Praça Harvey Milk (Harvey Milk Plaza), assim como uma faixa de pedestres colorida como a bandeira. A praça fica em Castro District, San Francisco, um dos bairros reconhecidos como mais simpatizantes LGBT no mundo.